# Ceratozamia robusta
Ceratozamia robusta Miq., 1847 è una pianta appartenente alla famiglia delle Zamiaceae, diffusa in Messico, Guatemala e Belize.

## Descrizione
È una cicade di notevoli dimensioni, la più grande specie del genere Ceratozamia, e presenta fusti arborescenti, in genere non ramificati, eretti o decombenti, alti sino a 2 m.
Le foglie, da 5 a 35, arcuate, lunghe 2–4 m, sono disposte a corona all'apice del fusto e sono sorrette da un picciolo lungo 20–60 cm, armato di piccole spine; sono composte da 50-100 paia di foglioline lanceolate, lunghe 25–40 cm e larghe 2,5–4 cm, arcuate,di consistenza coriacea, prive di venatura centrale.
È una specie dioica, che presenta coni maschili cilindro-conici, verdastri, lunghi 30–40 cm, peduncolati, con microsporofilli lunghi 3–5 mm, e coni femminili cilindrici, verde-brunastri, lunghi 25–40 cm e larghi 10–15 cm, con macrosporofilli grossolanamente esagonali, lunghi 3-3,5 cm; sia gli sporofilli maschili che quelli femminili presentano all'apice le caratteristiche protuberanze cornee tipiche del genere Ceratozamia.
I semi sono ovoidali, lunghi 25–30 mm, ricoperti da un tegumento di colore inizialmente bianco-crema, che diviene bruno a maturità.

## Distribuzione e habitat
Rispetto alle altre specie del genere Ceratozamia, questa specie può vantare un areale relativamente ampio che comprende gli stati messicani di Oaxaca, Chiapas, Veracruz e Tabasco, nonché il Belize e il Guatemala.
Il suo habitat è la foresta tropicale umida, con predilezione per le aree a substrato calcareo, su pendii ripidi e scogliere.

## Tassonomia
Gli specialisti del settore ritengono che Ceratozamia robusta raggruppi in realtà entità diverse, alcune delle quali meriterebbero di essere considerate come specie a sé stanti.

## Conservazione
La IUCN Red List classifica C. robusta come specie in pericolo di Estinzione (Endangered).
La specie è inserita nella Appendice I della Convention on International Trade of Endangered Species (CITES)